# Dietrich V. von Limburg-Broich
Graf Dietrich V. von Limburg-Broich (* 1387 auf Haus Vitinghof; † 16. Januar 1444) war ein deutscher Adliger. Durch Abstammung und Erbe Graf von Limburg und Herr zu Broich.

## Abstammung
Graf Dietrich von Limburg-Broich kam im Jahr 1387 als zweitgeborener Sohn des Grafen Dietrich IV. von Limburg (* um 1330; † 8. Juli 1400) und dessen Ehefrau Lukardis von Broich († 1412) zur Welt.

## Leben

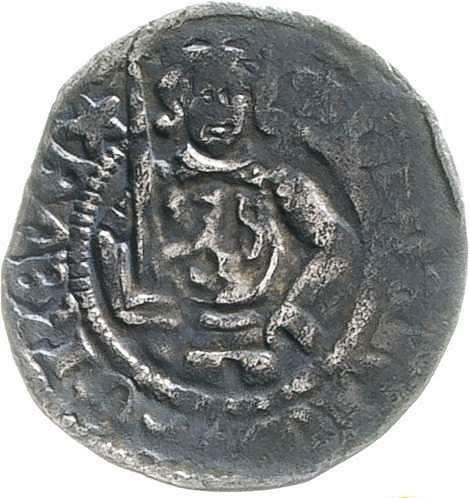
Silbermünze des Grafen Dietrich V. von Limburg aus dem Jahr 1410

Ende des Jahres 1396 schloss Herzog Wilhelm II. von Berg mit Graf Dietrich V. von Limburg, seinem Bruder Wilhelm I. und dem Vater Dietrich IV. einen Vertrag ab, der sie verpflichtete dem Herzog bei dem bevorstehenden Krieg mit Graf Dietrich II. von der Mark beizustehen. Der Herzog machte hierbei auch von seinem Öffnungsrecht über die Burgen Broich und Limburg Gebrauch. Bei der nun folgenden Schlacht von Kleverhamm am 7. Juni 1397 unterlag der Vater und wurde gefangen genommen, worauf er ein hohes Lösegeld zahlen und Urfehde schwören musste. Nach dem Tod des Vaters im Jahr 1400 erbte er zusammen mit seinem Bruder Wilhelm I. die Grafschaft Limburg, die Herrschaft Broich und das Haus Vitinghof. Am 16. November 1401 wurden sie dann beide von Herzog Wilhelm II. von Berg mit Limburg und Broich belehnt.
Am 4. Dezember 1412 kam es zu einer Erbteilung zwischen den Brüdern, wobei Wilhelm die Grafschaft Limburg fortan alleine regieren sollte, seinen Teil der Herrschaft Broich erhielt dessen Frau Mechthild als Wittum.
Am 21. Februar 1430 wurde Dietrich von Herzog Adolf II. von Kleve-Mark zum Amtmann über das Kirchspiel Mülheim eingesetzt.
Nachdem Dietrichs Schwägerin Metza 1437 verstarb, verzichtete Bruder Wilhelm zu Gunsten Dietrichs ganz auf Broich. Im selben Jahr geriet Dietrich zusammen mit seinem Sohn Dietrich VI. mit Herzog Adolf I. von Jülich und Berg, 1438 mit dem Kölner Erzbischof Dietrich II. von Moers und 1439 mit dem Klever Herzog Adolf II. in Fehde, wobei jedes Mal auch Burg Broich angegriffen und belagert wurde. Da Dietrich schließlich Gefolgsmänner seines klevischen Lehnsherren gefangen setzte, kam es zwischen ihnen zum Zerwürfnis. Herzog Adolf von Kleve‑Mark erklärte am 9. Juni 1439 Dietrichs Lehen für verlustig gegangen und gab es dessen Sohn Heinrich mit der Auflage, den Vater nicht mehr auf das Schloss zu lassen. Dietrich starb am 16. Januar 1444.

## Ehe und Nachkommen
Graf Dietrich war seit dem 3. März 1415 verheiratet mit Henrika von Wisch († 1459) und hatte folgende Nachkommen:
- Agnes (* um 1420; † um 1493) ⚭ 4. März 1448 mit Graf Wilhelm I. von Limburg-Styrum (* um 1400; † 28. Februar 1459)
- Wilhelm (* um 1425; † 14. September 1473) ⚭ 2. August 1463 mit Gräfin Jutta von Runkel (* um 1429)
- Luckard (* um 1425) ⚭ 1444 Kracht Stecke, Graf zu Dortmund († 1465)
- Eberhard, (* um 1453) Kanunnik St. Gereon Köln, Kelner zu Werden
- Johann (* um 1421; † 1472), Propst zu Werden. Abgetreten (um 1465 ). Verheiratet mit  Anna Borckhartz zu Schenkenbusch. Nachkommen Richter, Burgemeistern, Rentmeistern Lingen
- Dietrich († 1478)
- Heinrich († 1486) ⚭ Irmgarg von Boineburg († 1482)
- Katharina († 1472)